# 安徽省蚌埠第二中学
安徽省蚌埠第二中学，简称蚌埠二中，是安徽省蚌埠市的一所高级中学，为安徽省示范高中。2011年安徽高考理科状元母校，2015年安徽高考文科状元母校。

## 校史
蚌埠二中始建于1928年。1978年，被列入“安徽省重点中学”。2000年，被批准为“安徽省示范性普通高中”。2007年，学校被国家教育部和人事部评选为全国教育系统先进集体。

## 现状
学校现有49个教学班，在校学生近3000名。教职工159人，其中高级教师81人，特级教师14人。

## 知名校友
- 蔡其华：曾任水利部副部长、水利部长江水利委员会主任和安徽省水利厅厅长
- 杨建兴：曾任铁道部建设司司长
- 王晓淮：曾任蚌埠市政协主席
- 谈骏生：曾任南京医科大学第二附属医院院长